# Franco Davín
Franco Davín (Pehuajó, 11 de janeiro de 1970) é um ex-tenista profissional argentino.